# Politique dans la Drôme
Le département français de la Drôme est un département créé le 4 mars 1790 en application de la loi du 22 décembre 1789, à partir de l'ancienne province du Dauphiné et de quelques communes de Provence. Les 362 actuelles communes, dont presque toutes sont regroupées en intercommunalités, sont organisées en 19 cantons permettant d'élire les conseillers départementaux. La représentation dans les instances régionales est quant à elle assurée par 15 conseillers régionaux. Le département est également découpé en 4 circonscriptions législatives, et est représenté au niveau national par quatre députés et trois sénateurs. 

## Représentation politique et administrative

### Préfets et arrondissements

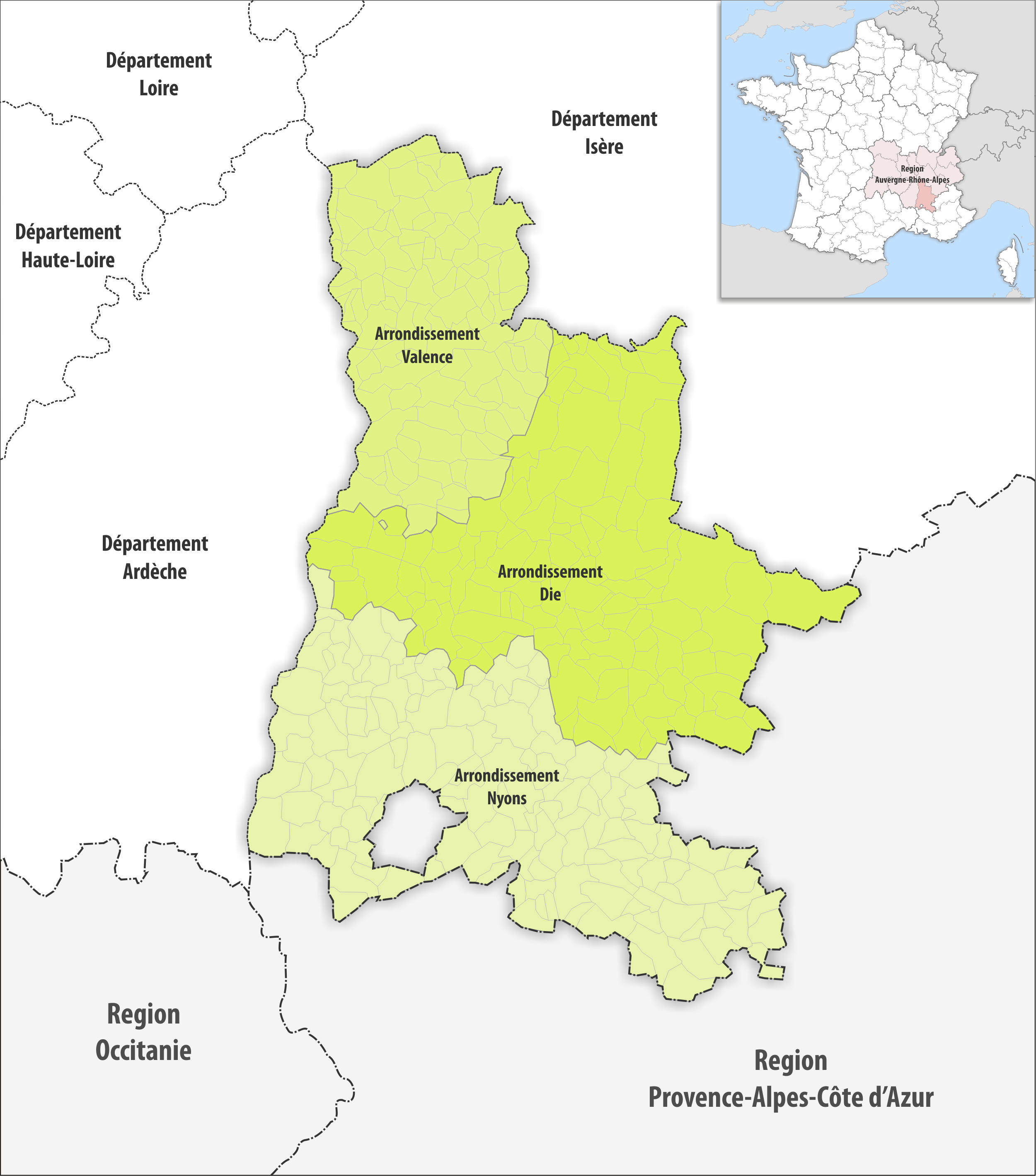
Arrondissements

La préfecture de la Drôme est localisée à Valence. Le département possède en outre deux sous-préfectures à Die et Nyons. Jusqu'en 1926, un arrondissement supplémentaire existait à Montélimar.

### Députés et circonscriptions législatives

Circonscriptions et affiliations à l'issue des élections de 2024.

| Circ. | Nom              |  | Parti | Groupe                        | Suppléant          |
| ----- | ---------------- |  | ----- | ----------------------------- | ------------------ |
| 1re   | Paul Christophle |  | PS    | Socialistes et apparentés     | Catherine Vidal    |
| 2e    | Lisette Pollet   |  | RN    | Rassemblement national        | Bernard Sironneau  |
| 3e    | Marie Pochon     |  | LÉ    | Écologiste et social          | Christian Bussat   |
| 4e    | Thibaut Monnier  |  | RN    | Rassemblement national (app.) | Thierry Sénéclauze |

### Sénateurs
| Nom                 |  | Parti | Groupe                                                      | Autres mandats (passés ou actuels) |
| ------------------- |  | ----- | ----------------------------------------------------------- | ---------------------------------- |
| Gilbert Bouchet     |  | LR    | Les Républicains                                            |                                    |
| Bernard Buis        |  | RE    | Rassemblement des démocrates, progressistes et indépendants |                                    |
| Marie-Pierre Monier |  | PS    | Socialiste, écologiste et républicain                       |                                    |

### Conseillers départementaux

Cantons et affiliations à l'issue des élections de 2021.

| Canton                 | Conseiller Sortant      | Parti | Parti | Conseiller Élu         | Parti | Parti |
| ---------------------- | ----------------------- | ----- | ----- | ---------------------- | ----- | ----- |
| Bourg-de-Péage         | Gérard Chaumontet       |       | LREM  | Pierre Pieniek         |       | LREM  |
| Bourg-de-Péage         | Anna Place              |       | DVG   | Anna Place             |       | DVG   |
| Crest                  | Muriel Paret            |       | DVG   | Daniel Gilles          |       | DVG   |
| Crest                  | Jean Serret             |       | PS    | Muriel Paret           |       | DVG   |
| Dieulefit              | André Gilles            |       | DVD   | André Gilles           |       | DVD   |
| Dieulefit              | Corinne Moulin          |       | DVD   | Corinne Moulin         |       | DVD   |
| Le Diois               | Bernard Buis            |       | LREM  | Bernard Buis           |       | LREM  |
| Le Diois               | Martine Charmet         |       | DVC   | Martine Charmet        |       | DVC   |
| Drôme des collines     | Emmanuelle Anthoine     |       | LR    | Emmanuelle Anthoine    |       | LR    |
| Drôme des collines     | Aimé Chaleon            |       | DVD   | David Bouvier          |       | DVD   |
| Grignan                | Luc Chambonnet          |       | DVG   | Jean-Michel Avias      |       | DVD   |
| Grignan                | Renée Payan             |       | DVG   | Marie Fernandez        |       | DVD   |
| Loriol-sur-Drôme       | Françoise Chazal        |       | LR    | Françoise Chazal       |       | LR    |
| Loriol-sur-Drôme       | Jacques Ladègaillerie   |       | UDI   | Jacques Ladègaillerie  |       | UDI   |
| Montélimar-1           | Catherine Autajon       |       | UDI   | Emeline Mehukaj        |       | LR    |
| Montélimar-1           | Karim Oumeddour         |       | LREM  | Karim Oumeddour        |       | LREM  |
| Montélimar-2           | Patricia Brunel-Maillet |       | UDI   | Marielle Figuet        |       | DVD   |
| Montélimar-2           | Laurent Lanfray         |       | MR    | Éric Phelippeau        |       | DVD   |
| Nyons et Baronnies     | Pierre Combes           |       | PS    | Pierre Combes          |       | PS    |
| Nyons et Baronnies     | Pascale Rochas          |       | PS    | Pascale Rochas         |       | PS    |
| Romans-sur-Isère       | Karine Guilleminot      |       | PS    | Linda Hajjari          |       | DVD   |
| Romans-sur-Isère       | Pierre Pieniek          |       | LREM  | Fabrice Larue          |       | DVD   |
| Saint-Vallier          | Patricia Boidin         |       | PS    | Patricia Boidin        |       | PS    |
| Saint-Vallier          | Pierre Jouvet           |       | PS    | Pierre Jouvet          |       | PS    |
| Tain-l'Hermitage       | Hervé Chaboud           |       | LR    | Michel Brunet          |       | LR    |
| Tain-l'Hermitage       | Annie Guibert           |       | DVD   | Agnès Jaubert          |       | DVD   |
| Le Tricastin           | Fabien Limonta          |       | LR    | Fabien Limonta         |       | LR    |
| Le Tricastin           | Marie-Pierre Mouton     |       | LR    | Marie-Pierre Mouton    |       | LR    |
| Valence-1              | Aurélien Esprit         |       | LR    | Aurélie Alléon         |       | DVD   |
| Valence-1              | Béatrice Teyssot        |       | DVD   | Aurélien Esprit        |       | LR    |
| Valence-2              | Zabida Nakib-Colomb     |       | PS    | Nathalie Iliozer-Boyer |       | DVD   |
| Valence-2              | Pascal Pertusa          |       | LREM  | Alban Pano             |       | DVD   |
| Valence-3              | Nicolas Daragon         |       | LR    | Geneviève Girard       |       | UDI   |
| Valence-3              | Geneviève Girard        |       | UDI   | Franck Soulignac       |       | LR    |
| Valence-4              | Patrick Labaune         |       | LR    | Laurent Monnet         |       | LR    |
| Valence-4              | Véronique Pugeat        |       | UDI   | Véronique Pugeat       |       | UDI   |
| Vercors-Monts du Matin | Nathalie Helmer         |       | LR    | Nathalie Helmer        |       | LR    |
| Vercors-Monts du Matin | Christian Morin         |       | LR    | Christian Morin        |       | LR    |

### Conseillers régionaux
Présidence : Laurent Wauquiez (Haute-Loire)
|            | Parti    | Siège |
| ---------- | -------- | ----- |
| Majorité   |          |       |
|            | LR       | 5     |
|            | DVD      | 2     |
|            | Horizons | 1     |
| Opposition |          |       |
|            | UDI      | 1     |
|            | EELV     | 1     |
|            | ÉCO      | 1     |
|            | RN       | 1     |
|            | REC      | 1     |
|            | LFI      | 1     |
|            | DVG      | 1     |

### Maires

Carte des 362 communes de la Drôme au 1er janvier 2022.

| Commune          | Maire                 |  | Parti | Élection | Population |
| ---------------- | --------------------- |  | ----- | -------- | ---------- |
| Montélimar       | Julien Cornillet      |  | LR    | 2020     | 35 372     |
| Romans-sur-Isère | Marie-Hélène Thoraval |  | LR    | 2014     | 33 613     |
| Valence          | Nicolas Daragon       |  | LR    | 2014     | 63 148     |